# Kometenjäger
Kometenjäger ist eine in der Amateurastronomie und auch unter Berufsastronomen oft benützte Bezeichnung für instrumentell gut ausgestattete Sternfreunde oder Observatoren von Sternwarten, die sich auf die Entdeckung und Bahnverbesserung von Kometen spezialisiert haben.
Die Amateurastronomen unter ihnen genießen seit jeher hohe Anerkennung. Heute umso mehr, weil die Entdeckung neu auftauchender Kometen durch ehrenamtliche Beobachter infolge der Entwicklung moderner automatischer Methoden der Himmelsüberwachung schwieriger geworden ist. Den eigentlichen Kometenforschern ist es allerdings nicht immer angenehm, als Kometenjäger bezeichnet zu werden.

## Geschichtliche Entwicklung
Schon vor – und zur Zeit von Charles Messier (1730–1817), der sich bei der Suche unentdeckter Kometen entschloss, vorerst den bekannten Nebelkatalog zu erstellen, gab es mehrere Astronome, die als Kometenentdecker bekannt wurden – beispielsweise
- Edmond Halley (1656–1742) – allerdings rechnerisch, lange vor der Wiederkehr des später nach Halley benannten Kometen
- Georg Palitzsch, schon 1733–1786
- Caroline Herschel, 1750–1848, Schwester des Uranus-Entdeckers Wilhelm Herschel
- Jean-Louis Pons, 1761–1831

oder etwas später
- Lewis A. Swift, 1820–1913
- Horace Parnell Tuttle, 1837–1923

Bis etwa 1800 wurden viele Kometen freiäugig (manche auch von Laien) entdeckt, wenn sie schon relativ nahe der Erdbahn waren. Ab dem 19. Jahrhundert überwogen teleskopische Entdeckunghen – v. a. durch die obgenannten Forscher. Sie arbeiteten im visuellen Modus, d. h. mittels systematischer Durchmusterung eines bestimmten Himmelsabschnitts oder in einem Streifen entlang der Ekliptik.
Auch bei der systematischen Suche nach Kleinplaneten, wie sie u. a. der Österreicher Johann Palisa (1848–1925) visuell oder 20 Jahre später der Deutsche Max Wolf fotografisch betrieben, fielen manchmal Kometen als „Nebenprodukt“ ab.

## Weitere bekannte Namen
- Charles Messier (1730–1817): Um zum ersten systematischen Kometenentdecker zu werden, musste er zunächst alle nebelartigen Himmelsobjekte zusammenstellen. Daraus wurde der bis heute oft benützte Messier-Katalog der Sternhaufen, Nebel und Galaxien
- William Bradfield (1927–2014)
- Michael Jäger
- Don Edward Machholz
- Edgar Wilson
- Gennadi Borissow (* 1962), dem 2014 der jährlich an Amateur-Kometenentdecker verliehenen Edgar Wilson Award verliehen wurde.